# Jesús María Ferreira
Jesús María Ferreira Knnap fue un militar, Gobernador Provisional de Nayarit, que ocupó el cargo del 24 de abril al 31 de diciembre de 1917. Fue nombrado por Venustiano Carranza, jefe del Poder Ejecutivo de la nación. 
Convocó a la elección del primer gobernador constitucional y de los diputados que integraron el Congreso Constituyente de Nayarit y decretó la primera Ley Electoral del Estado y el Reglamento Provisional de la primera legislatura.
- Datos: Q5942913